# ملیپیا
ملیپیا (به اسپانیایی: Melipilla) یک شهرستان در شیلی است که در استان ملیپیا واقع شده‌است. ملیپیا ۱٬۳۴۴٫۸ کیلومتر مربع مساحت و ۹۴٬۵۴۰ نفر جمعیت دارد و ۱۷۴ متر بالاتر از سطح دریا واقع شده‌است.